# Dia da Austrália

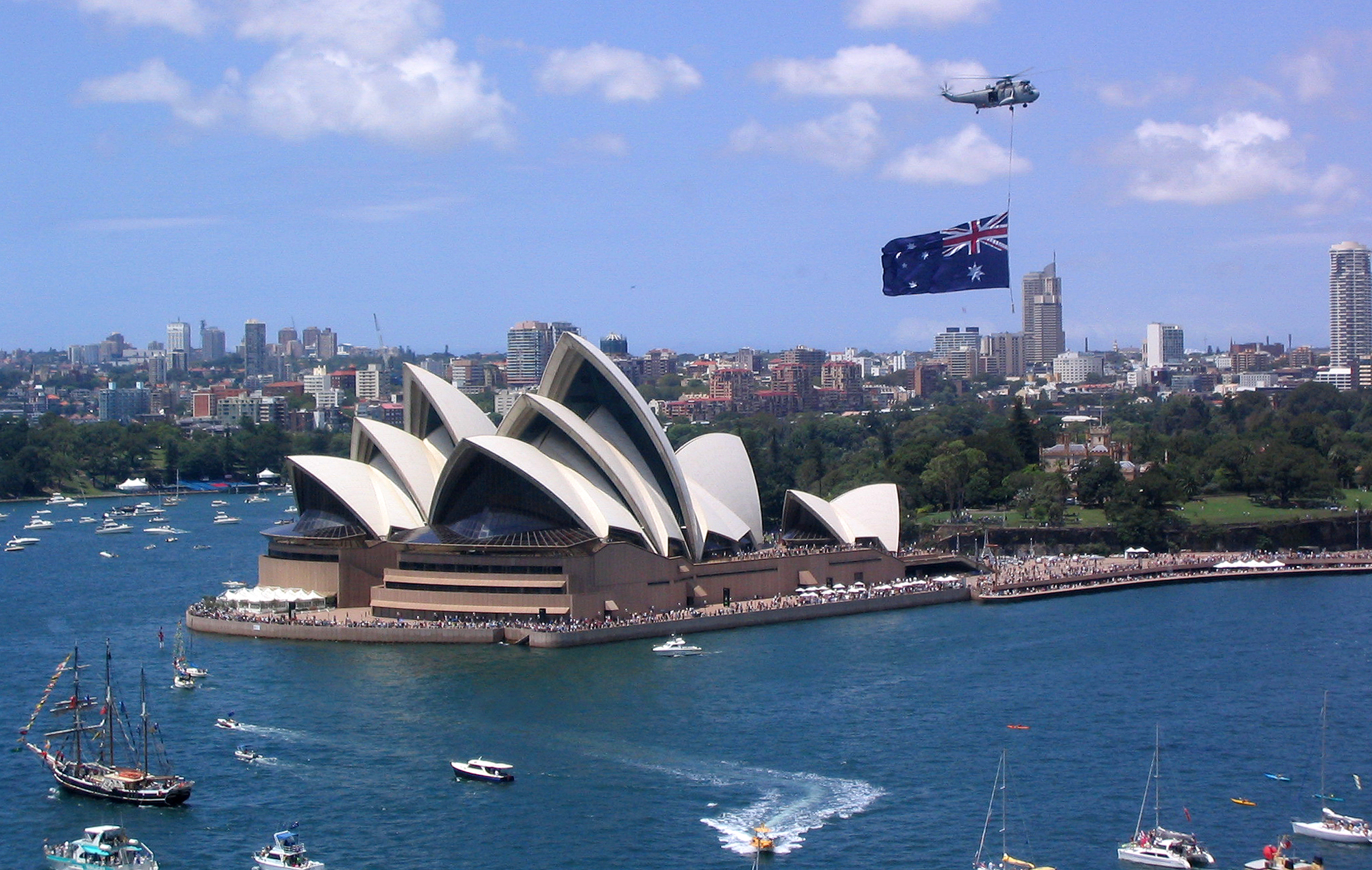
Porto de Sydney durante o Dia da Austrália.

O Dia da Austrália (em inglês: Australia Day), celebrado a 26 de janeiro, é o dia nacional oficial da Austrália, marcado por festejos e celebrações, bem como atos cívicos e protestos. A data passou a ser observada por todos os estados desde 1946 e se tornou feriado nacional apenas desde 1994.
O Dia da Austrália comemora a chegada da primeira frota de navios carregada de condenados ao Porto Jackson. Ele também comemora o governador Arthur Phillip hasteando a bandeira britânica em Sydney. Foi com este ato que a soberania britânica foi proclamada sobre a costa leste da Austrália em 1788.

## Celebrações
Na maior cidade do país, comemora-se a data com o desfile de barcos próximo à Sydney Harbour Bridge. Há apresentação de artistas em Darling Harbour, onde, no final do dia, os melhores barcos do desfile se reúnem. A noite termina com todos cantando Advance Australia Fair (hino nacional da Austrália) em frente à iluminada e imponente bandeira australiana que fica naquela baía. As principais celebrações, e também as mais tradicionais, são Order of Australia e Australian of the year (Ordem da Austrália e Australiano do ano). Ambas as celebrações têm como objetivo homenagear um cidadão que tenha alcançado alguma honra para o país.

## Críticas
Muitos nativos australianos e imigrantes criticam as comemorações e ainda dizem que deveria se chamar Dia da Invasão sendo que no dia comemorado, houve a chegada dos primeiros navios com colonos. Os Povos das Primeiras Nações da Austrália chamam o Dia da Austrália de “Dia da Invasão” porque para eles é um dia de luto e dizem que lançamento de uma festa nacional em 26 de janeiro é profundamente ofensivo.

### Mudanças sugeridas para a data
Tanto antes da instituição do Dia da Austrália como o dia nacional da Austrália, quanto nos anos após sua criação, várias datas foram propostas para sua celebração e, em vários momentos, foi discutida a possibilidade de mudar o Dia da Austrália para uma data alternativa.

## Curiosidades
O dia da Austrália é o dia em que os maridos cantam para as esposas em barcos separados, que simboliza que as guerras que acabaram.